# كريشة (خولان)

تعديل مصدري - تعديل

كريشة هي إحدى قرى عزلة المكير اللغباء بمديرية خولان التابعة لمحافظة صنعاء، بلغ تعداد سكانها 604 نسمة حسب تعداد اليمن لعام 2004.